# USS Charger (CVE-30)
«Черджер» (англ. USS Charger (CVE-30)) — ескортний авіаносець США типу «Евенджер».

## Історія служби
Закладений як вантажний пароплав «Rio de la Plata». Придбаний ВМС США 20 травня 1941 року для перебудови в ескортний авіаносець. Перебудова проходила на верфі «New port News». 2 жовтня 1941 року переданий британському флоту, проте вже за два дні вирішено залишити корабель у США та використовувати його для підготовки льотчиків. Корабель зберіг англійську назву «Черджер».
У 1942—1945 роках «Черджер» використовувався для підготовки льотчиків британської морської авіації, здійснив ряд навчальних походів до Бермудських островів та Куби.
15 березня 1946 року виключений зі списків флоту і 30 січня 1947 року переданий Морській комісії для подальшого використання. Проданий приватній особі, перебудований у пасажирський лайнер, при цьому отримав назву «Fairsea».
Зданий на злам у 1969 році.